# Chomejki
Chomejki − dawniej majątek, obecnie część wsi Słuki na Białorusi, w obwodzie mińskim, w rejonie miadzielskim, w sielsowiecie Narocz.

## Historia
W czasach zaborów dobra i zaścianek w okręgu wiejskim Chomejki, w gminie Kobylnik, powiecie święciańskim, w guberni wileńskiej Imperium Rosyjskiego. W 1866 roku dobra należały do Dowojnów. W 1905 roku dwór liczył 28 mieszkańców, 207 dziesięcin, własność Dowojnów; zaścianek liczył 2 mieszkańców, 8 dziesięcin.
Mieścił się tu okręg wiejski.
Po I wojnie światowej pod administracją polską, w Zarządzie Cywilnym Ziem Wschodnich. W latach 1920–1922 w składzie Litwy Środkowej.
Od 11 kwietnia 1922 majątek leżał w Polsce, w województwie wileńskim, w powiecie święciańskim, od 1926 roku w powiecie postawskim, w gminie Kobylnik.
W 1931 wieś w 2 domach zamieszkiwało 18 osób.
W 1938 roku miejscowość należała do gromady Czuczelice gminy Kobylnik.
Do 1945 w Polsce. Od 1946 roku w granicach Związku Sowieckiego. Od 1991 w niepodległej Białorusi.